# Raphidia immaculata
Raphidia immaculata là một loài côn trùng trong họ Raphidiidae thuộc bộ Raphidioptera. Loài này được Donovan miêu tả năm 1800.